# غيل سيمونز
غيل سيمونز هي صحفية كندية، ولدت في 19 مايو 1976 في تورونتو في كندا.

## وصلات خارجية
- غيل سيمونز على موقع IMDb (الإنجليزية)
- غيل سيمونز على موقع قاعدة بيانات الفيلم (الإنجليزية)